# El Pla del Penedès
El Pla del Penedès là một đô thị trong ‘‘comarca’’ Alt Penedès, Barcelona, Catalonia, Tây Ban Nha.